# Martis
Martis (sardinsky: Màltis, Màlti) je italská obec (comune) v provincii Sassari v regionu Sardinie. Nachází se ve výšce 295 metrů nad mořem a má 466 obyvatel. Rozloha obce je 22,96 km².